# Necrópolis prehistórica del Hacho
La necrópolis prehistórica del Hacho se ubica en el valle bajo del río Guadalhorce, en una zona estratégica de comunicación en la provincia de Málaga, España. Dicha área funeraria se remonta a la Edad del Cobre Final o al Bronce Inicial. 

## Descripción
Se conocen dos ámbitos diferenciados, uno en el sector noroeste de la sierra, y otro en el suroeste. En este último núcleo se ha puesto claramente de manifiesto el modelo de distribución de las estructuras, dispuestas en dos líneas paralelas y formadas por cistas.
En la conocida como necrópolis del Hacho 1, ubicada más al norte, se han documentado cuatro estructuras que fueron expoliadas hace muchos años y por lo tanto no conservan ni los ajuares ni los restos humanos correspondientes. Estas tumbas responden al tipo de enterramiento en cistas.
Por otro lado, y situada en la zona meridional de la sierra, se localiza la necrópolis del Hacho 2, en el área conocida como Tajo de Fuente Luna, donde se registran cinco tumbas en cistas, cuatro en el mismo paraje y otra más al este.
Las estructuras de enterramiento son de planta rectangular, realizadas con lajas de piedra, generalmente en torno al metro de longitud o más pequeñas. La cámara, que está excavada en la roca, se recubre y cierra con las lajas, presentando en algunos casos un pequeño pasillo.
Las fuentes bibliográficas indican que el ajuar recuperado de las tumbas era por un lado cerámico, con presencia de cuencos globulares y esféricos, así como vasijas de paredes rectas y bordes exvasados; mientras que por otro lado se recogieron piezas metálicas, como un puñal de cobre triangular con empuñadura ancha con perforaciones y sin remaches, y una punta de Palmela. También destaca entre los hallazgos una plaqueta de arquero realizada en pizarra pulimentada.
A pesar de que la sierra del Hacho se incluye en varios proyectos de investigación arqueológica, tras haberse desarrollado diversas campañas y distintas intervenciones arqueológicas en la zona, aún no ha sido realizada una prospección arqueológica sistemática. Por el momento se asegura una ocupación prehistórica representada en diversos abrigos y en la necrópolis, la cual por su calibre lleva a pensar en la existencia de una población estable relacionada con las ricas tierras agrícolas del valle del Guadalhorce.
El siguiente periodo histórico presente en la sierra del Hacho es el romano, del que se tiene documentada una villa, junto con diversas estructuras de distinta índole, así como un aljibe y diversos hallazgos aislados. Esta representación debe estar en clara relación con los numerosos yacimientos de época romana conocidos en el valle del Guadalhorce y en las faldas de sus sierras. Durante el medievo la sierra del Hacho tiene una alta significación, ya que se ubica una iglesia rupestre y una torre vigía, junto a restos menos definidos y de difícil adscripción. Todo ello demuestra el alto índice de poblamiento.